# Basel Sinfonietta
Basel Sinfonietta is een Zwitsers orkest dat zich specialiseert in de uitvoering van hedendaagse klassieke muziek, en is gevestigd in Basel. Het orkest werd van 2016 tot 2022 geleid door chef-dirigent Baldur Brönniman. In 2023 werd hij opgevolgd door Titus Engel.
Basel Sinfonietta werd in 1980 opgericht door een groep jonge muzikanten als een zelfbesturend ensemble door met een focus op hedendaagse klassieke muziek. Het orkest speelde al meer dan 50 wereldcreaties, waarvan vele in opdracht geschreven werden van het orkest zelf, zoals Siegel (2008) en Viaggiatori (2011) van Andrea Lorenzo Scartazzini, maar ook bestaande werken van componisten als Simon Steen-Andersen, Mauro Hertig, Michaël Pelzel en György Ligeti. Als enige Zwitserse orkest is het al vier keer uitgenodigd om deel te nemen aan de beroemde Oostenrijkse Salzburger Festspiele. Het orkest trad op op festivals als de Internationale Ferienkurse für Neue Musik, het Lucerne Festival, de Biennale di Venezia, Musica Strasbourg, het Festival d'Automne Paris en Kunstfest Weimar, maar ook in grote zalen als deSingel in Antwerpen en de Bijloke te Gent.
Baldur Brönnimann werd in 2016 als allereerste benoemd tot chef-dirigent van het orkest. Sinds het seizoen 2022-2023 wordt hij bijgestaan door assistent-dirigent Laurent Zufferey. Brönnimann treedt aan het einde van het seizoen 2022-2023 af als chef-dirigent. In december 2021 kondigde het orkest de benoeming aan van Titus Engel als zijn volgende chef-dirigent, met ingang van het seizoen 2023-2024.

## Chef-dirigenten
- Baldur Bronnimann (2016-heden)